# 122 mm armata wz. 1931 (A-19)

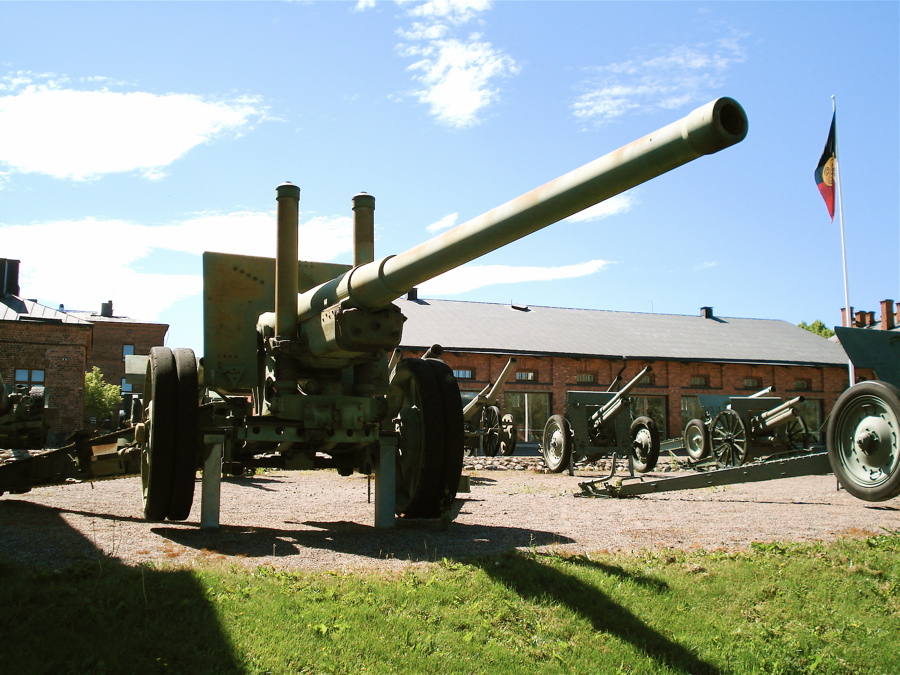
Inne ujecie armata wz. 1931 wystawionej w Hämeenlinna

122 mm armata wz. 1931 (A-19) (ros. 122-мм корпусная пушка обр. 1931 г.) – radziecka ciężka armata polowa.

## Historia
W latach 20. radziecka artyleria dysponowała wieloma typami armat i haubic. W większości zostały one opracowane na długo przed I wojną światową i dlatego niewiele z nich posiadało zadowalające parametry techniczne. Jednocześnie nie najgorsze wyniki polowej eksploatacji 120 mm armat pochodzących z artylerii nabrzeżnej podczas I wojny światowej, sugerowały przydatność armat tego kalibru. W związku z tym dowództwo RKKA zleciło 5 stycznia 1927 opracowanie w ciągu 6 miesięcy korpuśnej armaty kalibru 122 mm w dwóch wersjach. Miały się one różnić środkiem transportu. Jedna z nich miała być przystosowana do trakcji konnej, a druga do motorowej. Pierwsza z nich miała być prócz tego demontowana do transportu. Równocześnie Główny Zarząd Artylerii (GAU) rozpoczął zakrojony na szeroką skalę program modernizacji niemalże wszystkich typów dział. Ponieważ modernizacja 107 mm korpuśnej armaty polowej wz. 1910 nie przyniosła zadowalających rezultatów (107 mm armata wz. 1910/30 miała niewystarczający zasięg ognia, a przede wszystkim masę pocisków), zintensyfikowano prace nad armatami kalibru 122 mm.
Prace powierzono KB AK, kierował nimi F.F. Łender. Wstępne projekty działa zostały zaprezentowane na początku 1928 roku. Na początku 1929 roku zatwierdzono projekt techniczny, a dalsze prace przeniesiono do KB OAT (decyzja z 29 czerwca 1929 roku), gdzie pracami projektowymi kierować miał S.P. Szukałow. Pomimo przeniesienia prac projektowych w nowe miejsce nadal udział brali w nich pracownicy KB AK inżynierowie M.J. Krupczatnikow i W.N. Drozdow oraz inni pracownicy Fabryki Nr 172.
17 czerwca 1929 roku otrzymały zamówienie na rysunki techniczne konieczne do wykonania prototypu oraz wykonanie prototypowej armaty, dwóch luf, przodka i przyczepy służącej do transportu lufy. Prototyp trafił na poligon NIAP w październiku 1931 roku. Z działa tego oddano 1525 wystrzałów i pokonano dystans 500 km z prędkością 17 km/h. 6 maja 1932 roku działo odesłano w celu dopracowania do biura projektowego fabryki, a po jego rozwiązaniu do GKB-38 (ГКБ-38 – Главноеконструктор скоебюро завода №38). W 1933 roku w GKB-38 powstała dokumentacja techniczna serii próbnej armat, które otrzymały oznaczenie zakładowe A-19. W 1933 roku wydano polecenie, aby trzy armaty serii próbnej zostały wykonane w zakładach Barrikady w terminie do marca 1935 roku. Kolejnych 30 miało tam powstać w 1935 roku, z czego 27 zostało odebranych przez zamawiającego. W dniach 1–15 listopada próby na poligonie wykazały, że nie ma przeszkód, aby przyjąć oficjalnie A-19 do uzbrojenia, ale zalecono przeprowadzenie prób w warunkach zimowych. 13 marca 1936 roku armata A-19 została przyjęta do uzbrojenia jako 122-мм корпусная пушка обр. 1931 г.
Seryjne armaty wz. 1931 były wyposażone w dwa rodzaje luf różniące się konstrukcją koszulki. Działa seryjne nie były wyposażane w hamulec wylotowy. Zamek śrubowy został przejęty ze 152 mm haubicy wz 09/30. Oporopowrotnik znajdował się w kołysce lufy. Opornik był hydrauliczny, powrotnik hydropneumatyczny.
Mechanizm podniesieniowy był połączony z dwoma odciążaczami sprężynowymi. Mechanizm kierunkowy śrubowy.
Armata wz. 1931 posiadała łoże dwuogonowe i koła szprychowe z bandażami gumowymi. Koła były resorowane, resorowanie nie było automatycznie wyłączane po rozchyleniu ogonów.
Produkcja dział A-19 była początkowo niewielka, a wyprodukowane egzemplarze były intensywnie testowane. Próby holowania rozłożonych dział przeprowadzone od 25 kwietnia do 3 września 1936 roku na dystansie 635 km doprowadziły do rezygnacji z tego sposobu transportu dział. W efekcie przodek działa zastąpiono przodkiem haubicy MŁ-15.
Poza próbami dział seryjnych zaprojektowano nową lufę oznaczoną jako Br-3 wyposażoną w komorę nabojową przystosowaną do zasilania ładunkiem miotającym w woreczkach (bezłuskowym). Próby Br-3 osadzonej na standardowym łożu armaty A-19 odbyły się w marcu 1937 roku, ale okazało się, że lufa jest niedopracowana i na taką modyfikację seryjnych dział nie zdecydowano się. Prowadzono także próby wyposażenia armaty A-19 w podwozie gąsienicowe. Przy jego konstrukcji wykorzystano elementy (gąsienice, wahacze, koła napinające) czołgu T-26. Próby tak zmodyfikowanego działa wykazały, że celność wzrosła, rozrzut wystrzeliwanych pocisków zmalał, a prędkość holowania w trudnym terenie jest podobna do uzyskanej przez seryjne działa, ale podwozie gąsienicowe ma małą żywotność i niezawodność. W rezultacie także ta modyfikacja pozostała na etapie prototypu.
Eksploatacja seryjnych armat A-19 ujawniła największą wadę działa, którą był niedopracowany mechanizm odciążaczy lufy. Mechanizm ten często zacinał się, co powodowało zmniejszenie prędkości zmiany kąta podniesienia lufy. W rezultacie zmiana kąta podniesienia lufy pomiędzy wartościami skrajnymi zajmowała ponad 20 minut. W związku z tym podjęto decyzje o osadzeniu lufy armaty wz. 1931 na łożu 152 mm haubicoarmaty MŁ-20. Tak zmodyfikowane działo zostało przyjęte do uzbrojenia jako 122 mm armata wz. 1931/37.
1 listopada 1936 roku Armia Czerwona posiadała 74 armaty wz. 1931 z których 12 wymagało remontu kapitalnego. Armaty A-19 zostały użyte bojowo przeciw Finlandii podczas wojny zimowej, ale w odróżnieniu od wielu innych typów broni ani jeden egzemplarz nie został zdobyty przez przeciwnika. 122 mm armaty wz. 1931 zostały użyte również podczas wojny kontynuacyjnej (1941–44). 1 marca 1940 roku na stanie Armii Czerwonej znajdowało się 127 armat wz. 1931 i wz. 1931/37, a w chwili wybuchu Wielkiej Wojny Ojczyźnianej już 1255 dział tych typów. Na dzień 1 maja 1945 roku Armia Czerwona posiadała jeszcze 289 dział typu A-19 oraz 309 dalszych w jednostkach RWGK (РВГК – Резерва Верховного Γлавнокомандования). A-19 trafiły również do uzbrojenia państw wojujących ze ZSRR. 29 sztuk 122 mm armat zostało zdobytych w 1941 roku w pierwszych miesiącach wojny kontynuacyjnej, a 25 z nich znajdowało się w wystarczająco dobrym stanie, by zostać przyjętych do uzbrojenia armii fińskiej pod oznaczeniem 122 K/31. Warto zauważyć, że to samo oznaczenie nadawano zarówno armatom wz. 1931, jak i wz. 1931/37. W związku z dość dużą masą utrudniającą ewentualne manewry wszystkie one jeszcze podczas wojny trafiły do artylerii obrony wybrzeża. W czasie II wojny światowej również wojska niemieckie zdobyły część 122 mm armat wz. 1931. Zostały one wprowadzone do użytku pod oznaczeniem 12,2 cm K 390/1(r).

## Amunicja

Pociski i łuski do armaty A-19

W armacie wz. 1931 stosuje się amunicję 121,92 mm × 785 R rozdzielnego ładowania z pociskami odłamkowo-burzącymi, przeciwpancerno-smugowymi (tępo i ostrogłowicowymi) z ładunkiem prochowym zmiennym. Nie stosowano przeciwpancernej amunicji podkalibrowej, przeciwpancerno-zapalającej, szrapneli, zapalającej i oświetlającej. Prócz amunicji dedykowanej armacie A-19 (oznaczenie ...-471) używano również pocisków OF-462 przeznaczonych do haubicy M-30. Pocisk odłamkowo-burzący z zapalnikiem ustawionym na działanie odłamkowe raził pas o szerokości 40 i długości 4 metrów, a z zapalnikiem ustawionym na działanie burzące raził w polu o średnicy 3,3 m i głębokości 1,3 m. Za pomocą pocisku przeciwpancernego w czasie II wojny światowej można było niszczyć wszystkie ówczesne niemieckie z czołgi z dystansu do 900 m. Istniały 4 schematy załadowania łusek ładunkiem prochowym.
| Amunicja                                                    |         |                  |                                |                                                         |                         |
| Rodzaj                                                      | Wzór    | Masa pocisku, kg | Masa materiału wybuchowego, kg | Prędkość początkowa, m/s (maksymalny ładunek miotający) | Donośność maksymalna, м |
| Amunicja przeciwpancerna                                    |         |                  |                                |                                                         |                         |
| pocisk przeciwpancerny ostrogłowicowy                       | BR-471  | 25               | 0,156                          | 780-800                                                 | ?                       |
| pocisk przeciwpancerny tępogłowicowy z czepcem balistycznym | BR-471B | 25               | ?                              | 780-800                                                 | ?                       |
| Amunicja odłamkowo-burząca i przeciwbetonowa                |         |                  |                                |                                                         |                         |
| odłamkowo-burzący                                           | OF-462  | 21,76            | 3,67                           | 364                                                     | 8910                    |
| odłamkowo-burzący długi                                     | OF-471  | 25               | 3,6                            | ?                                                       | ?                       |
| odłamkowo-burzący krótki                                    | ОF-471А | 25               | 3,8                            | ?                                                       | ?                       |
| przeciwbetonowy                                             | G-471   | 25               | 2,2                            | ?                                                       | ?                       |

| Przebijalność pancerza                                                                     |                       |                       |
| BR-471                                                                                     |                       |                       |
| Odległość, m                                                                               | Kąt uderzenia 60°, mm | Kąt uderzenia 90°, mm |
| 500                                                                                        | 122                   | 152                   |
| 1000                                                                                       | 115                   | 142                   |
| 1500                                                                                       | 107                   | 133                   |
| 2000                                                                                       | 49                    | 60                    |
| 2000                                                                                       | 97                    | 122                   |
| BR-471B                                                                                    |                       |                       |
| Odległość, m                                                                               | Kąt uderzenia 60°, mm | Kąt uderzenia 90°, mm |
| 500                                                                                        | 125                   | 155                   |
| 1000                                                                                       | 120                   | 143-154               |
| 1500                                                                                       | 110                   | 132-135               |
| 2000                                                                                       | 100                   | 116-125               |
| Wartości podane zgodnie z sowieckimi normami (prawdopodobieństwo penetracji pancerza 75%). |                       |                       |